# Jean-Claude Denis
Jean-Claude Denis (Parigi, 1º gennaio 1951) è un fumettista francese che ha collaborato con diverse riviste di fumetti francesi come Pilote.
Nel 2012 vince il Grand Prix de la ville d'Angoulême.